# Yeadon (Pensilvania)
Yeadon es un borough ubicado en el condado de Delaware en el estado estadounidense de Pensilvania. En el año 2000 tenía una población de 11,762 habitantes y una densidad poblacional de 2,817.4 personas por km².

## Geografía
Yeadon se encuentra ubicado en las coordenadas 39°55′58″N 75°15′6″O / 39.93278, -75.25167

## Demografía
Según la Oficina del Censo en 2000 los ingresos medios por hogar en la localidad eran de $45,550 y los ingresos medios por familia eran $55,169. Los hombres tenían unos ingresos medios de $39,830 frente a los $35,118 para las mujeres. La renta per cápita para la localidad era de $22,546. Alrededor del 14.6% de la población estaba por debajo del umbral de pobreza.